# Burchard Müller von der Lühnen
Burchard Müller von der Lühnen (ur. 10 marca 1604, zm. 22 lipca 1670) – generał-major wojska szwedzkiego, uczestnik m.in. wojny trzydziestoletniej, II wojny północnej i wojny polsko-szwedzkiej w Inflantach pod rozkazami Jacoba De la Gardie.
W Polsce znany przede wszystkim z nieudanego oblężenia Jasnej Góry w okresie od 18 listopada do 27 grudnia 1655 roku. Przez Sienkiewicza w Potopie określany przekręconym mianem Poliocertesa na pamiątkę jednego z wybitniejszych wodzów starożytności, słynącego ze sztuki oblężniczej.

## Życiorys
Pochodził z Lüneburga, jego ojciec, Bernhard Müller był wojskowym i zasłużonym uczestnikiem III wojny austriacko-tureckiej. W 1623 roku wstąpił do wojska szwedzkiego, następnie brał udział w wojnie polsko-szwedzkiej o Inflanty i w wojnie trzydziestoletniej, podczas której został mianowany rotmistrzem. Uniknął niewoli podczas I bitwy pod Nördlingen, wydostając się z okrążenia. W 1636 roku został majorem, a 5 lat później pułkownikiem. W 1648 roku brał udział w oblężeniu Pragi.
Po zawarciu pokoju westfalskiego został komendantem miasta Greifswald, został także awansowany do stopnia generała. W 1650 otrzymał szlachectwo. Był właścicielem dóbr w Ludwigsburgu, Mellenthin i Neetzow.
Miał dwóch synów: Carla Leonharda, generała i Jacoba Heinricha, sędziego.